# Folre (coberta)
|  | Per a altres significats, vegeu «Folre (desambiguació)». |

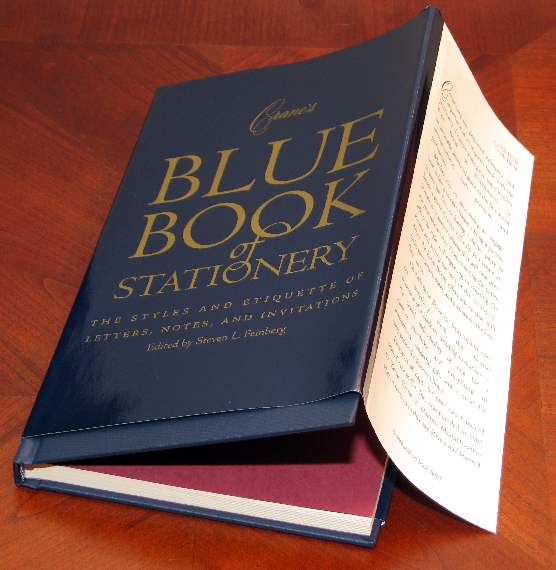
Un folre parcialment desplegat.

Un folre (dit també cobrellibre, sobrecoberta o camisa o folradura, ant. sobrevesta) és un estoig o beina de paper o altre material, imprès on no, destinat a protegir un llibre o un quadern. Comprèn generalment dues gires replegades sobre les contraguardes de la coberta.

## Història
A la segona meitat del s. XIX apareixen les cobertes de protecció amovibles. Abans d'això, els llibres eren el més sovint relligats i ricament decorats (dauradures, cuir, floritures, etc.) sigui per l'editor, sigui pel comprador mateix que comprava el quadern brut i el portava a un enquadernador.
Per raons d'economia lligades el més sovint a un context de crisi econòmica o de guerra, les cases editorials comencaren a publicar llibres d'enquadernació poc adornada. Per a dissimular la sobrietat dels volums, tingueren la idea de recobrir-los d'un estoig de paper. A partir de 1920, els folres porten una il·lustració en color.